# 伊夫斯莊園 (佛羅里達州)
伊夫斯莊園（英語：Ives Estates）是位於美國佛羅里達州邁阿密-戴德縣的一個人口普查指定地區。

## 地理
伊夫斯莊園的座標為25°57′47″N 80°10′55″W / 25.96306°N 80.18194°W，而該地最高點為海拔高度3米（即10英尺）。

## 人口
根據2010年美國人口普查的數據，伊夫斯莊園的面積為7.30平方千米，當中陸地面積為6.90平方千米，而水域面積為0.40平方千米。當地共有人口1786人，而人口密度為每平方千米244人。